# Joaquin Romaguera
Joaquin Fidel Romaguera (Key West, 5 settembre 1932 – 9 maggio 2023) è stato un attore e tenore statunitense.

## Biografia
Divenne soprattutto come interprete di musical ed è ricordato per le sue apparizioni nella produzione originale di Broadway di Sweeney Todd (1979), Madamoiselle Colbe (Off Broadway, 1987), Fiorello! (New York, 1997) ed Evita (Sacramento, 2000).
Morì nel 2023 all'età di 90 anni.

## Vita privata
Era dichiaratamente omosessuale.